# Xalet del Catllaràs
El Xalet del Catllaràs és un edifici modernista situat a la serra del Catllaràs a 1.371 metres d'altitud, al municipi de la Pobla de Lillet (Berguedà) protegit com a bé cultural d'interès local (BCIL), destinat a allotjar els tècnics de les mines de carbó.

## Descripció
El xalet del Catllaràs és situat a la serra del mateix nom per damunt del santuari de Falgars. Aquest edifici fou construït entre els anys 1901 i 1903 per l'empresa Companyia General d'Asfalts i Portland, Asland titular de l'explotació de diferents concessions mineres de carbó que subministraven combustible a la fàbrica de ciment del Clot del Moro, a Castellar de n'Hug.
La finalitat de l'edifici era com a residència dels enginyers anglesos encarregats de muntar les instal·lacions mineres.
Sembla que Eusebi Güell, titular d'Asland encarregà el projecte del xalet a Antoni Gaudí. Aquest es va construir en el moment en què també s'estaven fent les obres del Parc Güell.
Es tracta d'un edifici de planta rectangular, de planta baixa, pis i golfes, cobert per una volta en forma de catenària per l'interior i apuntada a l'exterior. L'aresta de la volta fa de carener de la coberta. L'espai interior es divideix en sis habitatges, dos a cada planta, amb una escala central construïda a l'exterior de l'edifici. Aquesta era de planta semicircular i disposició concèntrica. Era feta d'obra i formava un volum que destacava en la façana. Actualment l'escala és al mateix lloc però és una estructura de ferro lleugera. Els vessants dels arcs formen part de les façanes en les quals s'obren finestres en forma de mansarda, cobertes amb viseres inclinades i lleugerament apuntades. Les parets laterals que tanquen l'edifici presenten poques obertures. Hi ha dues xemeneies, una que surt de la coberta -recollia el fum de les estufes dels diferents habitatges i l'altra adossada a un lateral que servia per evacuar els fums d'una habitació de la planta baixa.
L'interior de l'edifici era molt senzill però aprofitava l'espai al màxim i buscava la comoditat. A la planta baixa hi havia, a part dels dos habitatges, les cuines i menjadors. L'espai s'anava reduint des de la primera a la tercera planta. Els apartaments tenien divisions interiors, excepte els de la tercera planta que és un únic espai. El personal es distribuïa segons les categories laborals a la planta baixa, amb pitjor aïllament tèrmic, estava ocupada pel personal de manteniment i servei, els directius a la planta del mig i el personal subaltern a les golfes.

## Història

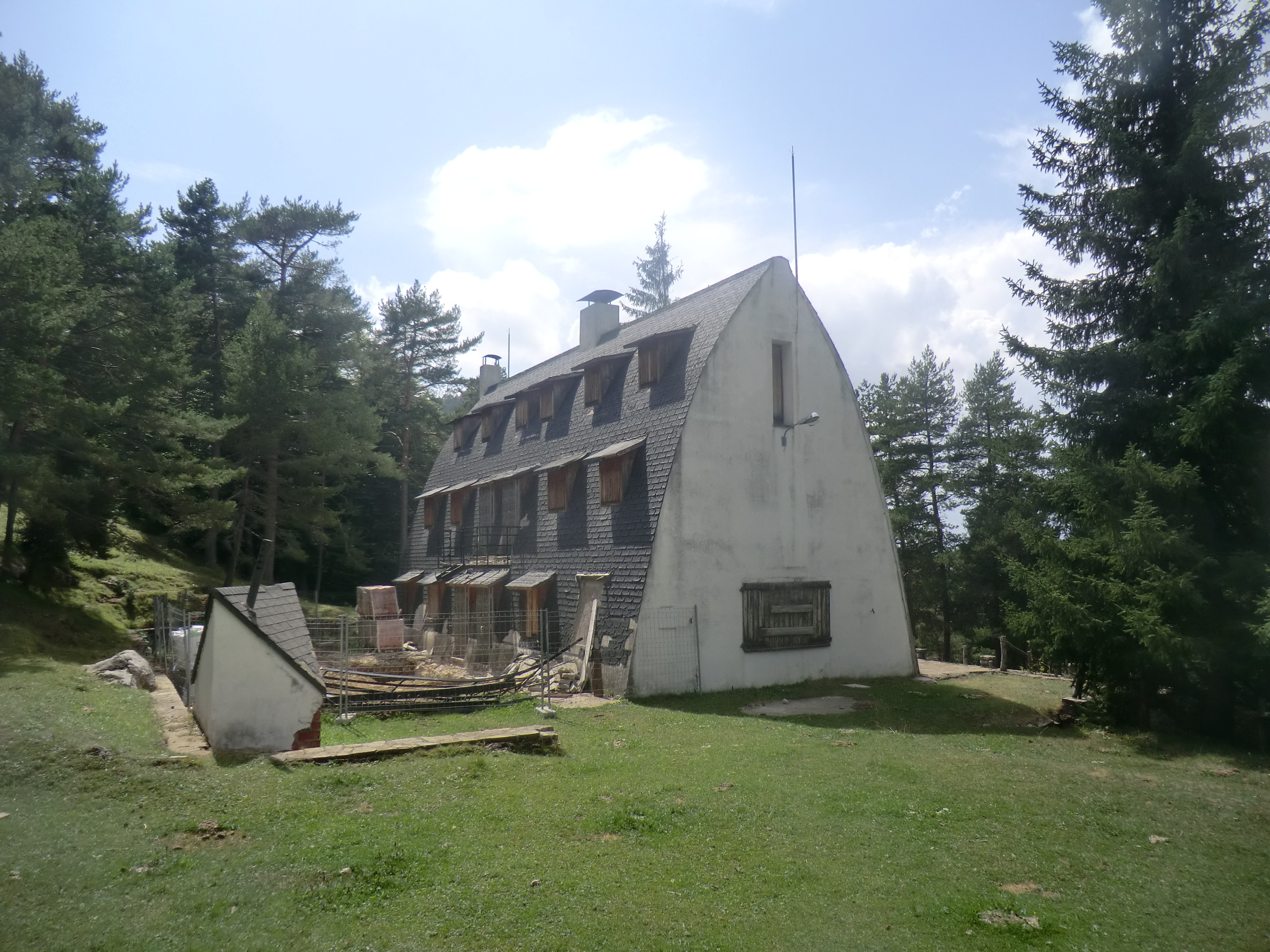
El xalet de Catllaràs, agost de 2015.

Tot i que no hi ha cap document que ho demostri, el xalet del Catllaràs s'atribueix a Antoni Gaudí. L'arquitecte Viladevall al número 35 de la revista Cortijos y rascacielos de Madrid, de 5 de juny de 1946, explica que Domènec Sugrañes i Gras, col·laborador de Gaudí, li va assegurar que aquest n'era l'autor.
Aquest xalet es va construir com a habitatge dels tècnics i altres treballadors de les mines de carbó del Catllaràs, les quals van tenir una època de molta activitat, però finalment el xalet fou cedit a l'any 1932 a l'Ajuntament de la Pobla de Lillet. Se sap que el 1907 es va modificar el pendent de les viseres de les finestres i el basament de l'edifici, inicialment cobert per palets de riu, fou recobert amb ciment. El xalet va patir una forta degradació i el 1971 s'hi van fer reformes per adaptar-lo com a casa de colònies a cura de la Fundació Pere Tarrés.
A l'any 2015 es va efectuar una primera fase de recuperació de l'edifici eliminant l'escala metàl·lica i refent l'escala del xalet del Catllaràs, que recupera l'aspecte original. El destí de l'edifici un cop rehabilitat podria acollir l'Observatori de la Natura del Catllaràs i un centre d'esports de natura.
Al l'octubre de 2020 es va informar que ja havien acabat les obres de remodelació i que l'edifici podria recuperar la seva funció d'allotjament ara com a refugi de muntanya.